# Centrum voor Mens en Luchtvaart
Het Centrum voor Mens en Luchtvaart (CML) is een onderdeel van de Koninklijke Luchtmacht gevestigd te Soesterberg. Het CML is een kenniscentrum waar alle vormen van expertise over mens en luchtvaart zijn geconcentreerd. Het beschikt over hoogwaardige kennis op het gebied van keuring, selectie, luchtvaartgeneeskunde, psychologie en fysiologie.
De Nederlandse ruimtevaarder André Kuipers deed als officier bij de Koninklijke Luchtmacht onderzoekservaring op m.b.t desoriëntatie en evenwichtsgevoel.
Onder leiding van een voorgaande commandant, CML Kol. S. Siemensma, werd in samenwerking met TNO het innovatieplatform AEOLUS opgericht; dit is gericht op het menselijk functioneren in extreme omstandigheden in lucht- en ruimtevaart.

## Taken
Optreden als Keurings instantie. Het CML verricht vliegmedische keuringen voor
- actief dienend luchtmacht personeel
- personeel in specialistische functies (vliegers, verkeersleiders, gevechtsleiders en loadmasters)
- nieuwe kandidaten voor de vlieger opleiding (keuring en selectie)

Optreden als Specialistische opleidings/trainings instantie. Het CML verzorgt opleidingen en opfristrainingen voor alle luchtvarenden. Het traint op
- het weerstaan van de zwaartekracht tijdens extreme manoeuvres in de lucht (z.g. G-straining) middels een centrifuge
- op de menselijke reactie na het wegvallen van luchtdruk op grote hoogte middels een regelbare drukcabine (een z.g. hypobare kamer)
- op het werken met nachtzichtapparatuur tijdens de vlucht (z.g. night vision goggles)
- het geeft eerste en vervolgtraining gericht op het vermijden en tegengaan van desoriëntatie tijdens de vlucht
- het geeft hoogtetrainingen

Optreden als Operationele trainings instantie.
- Het CML geeft op de Vliegbasis Gilze-Rijen Survival, Evasion, Resistance and Extraction (SERE) trainingen waarmee cursisten leren om te overleven in vredes- en oorlogssituaties. Ook geeft het trainingen aan geneeskundig personeel op het gebied van handelen tijdens een gewonden luchttransport.

Functioneren als Onderzoeks en advies instantie. Het CML doet onderzoek ter uitbreiding van specifieke kennis over de mens in een militaire vliegomgeving ter verbetering van het functioneren onder extreme fysiologische condities. Hierbij wordt met andere kenniscentra in binnen- en buitenland samengewerkt.

## Geschiedenis[1]
In 1919 kreeg de vlieger-arts P. van Wulfften Palthe van de toenmalige Luchtvaartafdeeling opdracht om een vliegmedische dienst op te richten om medische gevolgen van vliegen te onderzoeken. Vanaf 1924 kreeg deze dienst, inmiddels onder vlieger-arts J.Brouwer, bekendheid vanwege de aanzienlijke wetenschappelijke bijdrage aan de luchtvaartgeneeskunde.
In 1943 werd door de Nederlandse regering in ballingschap in Londen een commissie benoemd er onderzoeking van de toekomstige reorganisatie van de luchtstrijdkrachten en in 1944 werd in het inmiddels bevrijde Eindhoven het Opkomstdepot Luchtstrijdkrachten opgericht waar vrijwilligers uit bevrijd gebied in één dag werden gekeurd.
Na de bevrijding werd het Opkomstdepot overgeplaatst naar de Vliegveld Ypenburg en werd de naam gewijzigd in Selectiecommissie Vliegtuig-bemanningen (SCVB) en in 1952 verhuisde dit naar Soesterberg. De medische selectie vond van toen af plaats bij het Luchtvaart Geneeskundig Centrum (het latere Nationaal Lucht en Ruimtevaart Geneeskundig Centrum te Soesterberg.
In 1956 werd de naam SCVB gewijzigd in Luchtmacht Selectie Orgaan-1 (LUSO-1) en verplaatst naar de Grondschool op Vliegbasis Gilze-Rijen. Vanwege de veranderende taakuitvoering en complexere wapensystemen werden de personeelseisen in de loop der tijd steeds hoger.
In 1987 werd de keuringsraad gewijzigd in Selectie en Keurings Eenheid Luchtmacht (SKEL). Deze deed psychologische selectie en onderzoek naar de capaciteiten en persoonlijkheid van aspirant luchtmachtpersoneel en werd in 1993 opgeheven. Werving en selectie voor alle krijgsmachtdelen vonden daarna centraal plaats in Amsterdam bij de Defensieorganisatie voor Werving en Selectie (DWS). De selectie voor luchtvarenden werd daarna echter uitgevoerd bij het Nationaal Lucht en Ruimtevaart Geneeskundig Centrum te Soesterberg waar alle faciliteiten van de Nederlandse overheid op het gebied van de luchtvaartgeneeskunde beschikbaar waren. Alle Nederlandse burger en militaire vliegers werden er periodiek gekeurd.
In 1995 werden de Keuringsraad en het Nationaal Lucht- en Ruimtevaart Geneeskundig Centrum (NLRGC) verenigd in het Aeromedisch Instituut. Maar door veranderende taken van de rijksoverheid werd dit instituut in 2002 opgeheven. De KLM nam de civiele keuringen over en het TNO deed voortaan het wetenschappelijk onderzoek. De Koninklijk Luchtmacht nam het gebouw en de overige taken over, zoals selectie, keuring en training van militaire luchtvarenden in het huidige Centrum voor Mens en Luchtvaart.